# Bombes 2 Bal
 (novembre 2020).
Si vous disposez d'ouvrages ou d'articles de référence ou si vous connaissez des sites web de qualité traitant du thème abordé ici, merci de compléter l'article en donnant les références utiles à sa vérifiabilité et en les liant à la section « Notes et références ».
 (novembre 2020).
Bombes 2 Bal est un groupe de bal français originaire de Toulouse créé en 2001.

## Présentation
Le groupe est composé de six musiciens chanteurs et de deux danseurs-initiateurs, qui, au cœur même du public durant tout le bal, font danser ensemble les jeunes et les moins jeunes, en couple, en ronde, en chaîne, pendant une à cinq heures.
Bombes 2 Bal existe depuis 2001. Leur répertoire (synthétisant des savoir-faire de plusieurs générations et de plusieurs pays en matière de bal populaire) est conçu pour laisser s'exprimer tous les genres et tous les styles de danses.
Leur bal est apprécié[réf. nécessaire] des amateurs de musette comme des fans du trad, du ragga ou du ska, mais aussi des amateurs de danses de salon, de salsa, de tango, de rock acrobatique ou de danse africaine…

## Membres

### Membres actuels
- Aurélie Neuville : chant, triangle
- Lola Calvet : chant, violon, ganza
- Simon Barbe : accordéon, harmonica
- Onel Miranda : chant, zabumba, alfaia
- Menad Moussaoui : basse, mandole, banjo
- Flore Sicre : danse
- Benjamin Pagès : danse

### Anciens membres
- Martine Lataste : accordéon, harmonica
- Cyril Piquet : Zabumba, alfaia
- Romain Magnes : Zabumba, alfaia
- Géraldine Lopez : chant, tambourin, ganza
- Mathilde Brudo : chant, triangle
- Lise Arbiol : chant, trucanètas, tambourin
- Jérémy Couraut : basse, violon sabot
- Christine Laurent : basse
- Séverin Valière : basse
- Karim Sali : basse
- Magali Brunel: chant, agogo
- Kim T : chant, agogo

### Danseurs
- Candice Rigaud
- Thomas Bodinier
- Aude Candela
- Aude Boucon
- Anita Gordon
- Jérémy Couraut
- Lucie Lataste
- Daniel Detamaecker
- Anaïs Chalet
- Lenivaldo Verissimo
- Sylvain Legay
- Flore Sicre
- Benjamin Pagès
- Chloé Caillat

## Discographie

### Albums
- 2004 : Danse avec ta grand-mère
- 2007 : Bal indigène

### Danse avec ta grand-mère
Danse avec ta grand-mère (2004) a ouvert le bal à des sonorités mêlant la langue d'oc du sud-ouest de la France au forro du Nordeste brésilien. Le forró, musique de danse populaire tire dit-on son nom du « for all » que les Anglais affichaient à l’entrée des bals, au dix-neuvième siècle, quand ils participaient à la construction du chemin de fer du Pernambouc ; et lorsque Portugais et Galiciens ont emporté au Nordeste des chansons des troubadours occitans, chansons que les embaladores, chanteurs-improvisateurs du cru, ont adoptées et adaptées. Les Fabulous Trobadors, duo de Toulousains tchatcheurs, composé de Claude Sicre et Ange B, ont souvent fait résonner cette parentèle.
Claude Sicre, qui accompagne Bombes 2 Bal depuis leurs débuts, a écrit la plus grande partie de leur répertoire, titres inédits ou adaptations de traditionnels. À ce deuxième album, il donne des sonorités moins nordestines, plus occitanes, dans le but d'inventer un bal en accord avec cette région.
L’album se veut une ouverture sur une Occitanie voyageuse, comme en témoignent les divers instruments de musique utilisés. Outre la zabumba (grosse caisse), l’alfaia (gros tambour) et l’agogo (deux cloches en bois) nordestins, on trouve également la cabreta, cornemuse de l’Aveyron et du Cantal ; l’esclòp, violon en forme de sabot, originaire du Quercy ; le tympanon pyrénéen, tambour à cordes, et les flûtes à trois trous béarnaises, cousines du galoubet de Provence - d’où viennent aussi les palets, petites cymbales ; les trucanètas, deux côtes de bœuf qui se jouent à une ou à deux mains ; les esquilons, grelots semblables à ceux que portent les brebis, emblématiques de la musique occitane, mais aussi bengali ; l’ektara, cordophone des Bauls, troubadours mendiants du Bengale, instrument acclimaté quartier Arnaud-Bernard depuis deux décennies ; Tusta-zo’in, ou flexatone, inventé dit-on pour accompagner les dessins animés, joués par de rares Américains et Jamaïcains.

### Bal Indigène
L'album Bal indigène (2007) a été réalisé par Vincent Ségal, avec qui les Fabulous Trobadors avaient partagé peu avant une session de l’album-anniversaire du label tôt Ou tard. Le violoncelliste signe aussi les arrangements de Bienvenue à Toulouse : « son instrument classique et mon ektara », commente Sicre, « c’est la rencontre du Capitole et du quartier Arnaud-Bernard… »

### Participations sur album
- 2003 : Participation sur la plupart des titres de l'album Duels de tchatche et autres trucs du folklore toulousain des Fabulous Trobadors
- 2006 : « Les artistes Tôt ou tard en duo »
  - en trio avec JP Nataf et Mathieu Boogaerts sur le titre « Demain, demain » des Fabulous Trobadors.
  - en trio avec Têtes raides, et Fabulous Trobadors, sur le titre « Méfie-toi » des Têtes raides.
  - en duo avec Têtes raides sur le titre « A l'ostal » des Bombes 2 Bal
- 2007 : « Le quartier enchantant » (Collection Toto ou tartare) Chez Actes Sud interprété par Fabulous Trobadors et Bombes 2 Bal (livre-disque pour enfant)
- 2008 : « Des nouvelles du quartier enchantant » (Collection Toto ou tartare) Chez Actes Sud (livre-disque pour enfant)

## Duos divers en Live
- 2007 : Le Zénith des Bombes 2 Bal avec comme invités : Magyd Cherfi, Gari Greu, Olivia Ruiz, JP Nataf, Hakim et Mouss (Zebda), Jean-Luc Amestoy, les Ogres de Barback, Armandinho Macedo, Rita Macedo (Femmouzes T), Fatche 2, Romero et Maurette, la Chorale Okazoo, la chorale Civique d'Arnaud bernard

## Documentaires
- 2003 : « Nordeste au Sud-ouest », documentaire de 52' réalisé par Tintin Lambert
- 2007 : « Bal sur la place », documentaire de 52' réalisé par Maryse Bergonzat